# Борчалы (ковёр)
«Борчалы» (азерб. Borçalı) — азербайджанские ковры, относящиеся к казахской группе Гянджа-Казахского типа. Название этого ковра связано с названием региона Борчалы, находящегося к северо-западу от Казахского района Азербайджана, на территории Грузии. Такие крупные сёла этого региона, как Гурдлар, Ахурлы, Качаган, Садахлы (Сашыхлы), Даштепе и Лембели являются известными ковроткацкими пунктами. Население Борчалы и вышеперечисленных сёл состоит главным образом из азербайджанцев.

## История
Как отмечает искусствовед и ковроткач Лятиф Керимов, нынешнее население Борчалы по преданию произошло от большого племени бозчалу, жившего в районе города Сулдуз в Иранском Азербайджане. По распоряжению правителей династии Сефевидов это племя было переселено на север Казаха, на территорию Грузии в Борчалы. В их распоряжение были отданы хлопковые районы. Племя это называется также Карапапаг. Название ковроткацкого пункта Попаглы, расположенного в трёх километрах от Казаха и ковроткацких зон Караязы и Карачёп, находящихся на севере Казаха, связано с названием этого племени..
Согласно Керимову предки жителей Борчалы заимствовали ремесло ковроделия у ковровой школы таких населённых пунктов Иранского Азербайджана, как Тебриз, Ардебиль, Сараб, Карадаг и особенно расположенных вокруг озера Урмия, Эрак, Биджар, Эсна (Сенне), Фарахан. Подпадая под влияние казахской ковровой школы и, вдохновленные её традициями, они продолжили их развитие. Под влиянием этих двух школ ковроделия появилась подгруппа ковровой школы «Борчалы», которую представляют ковроткацкие пункты Караязы, Карачёп, Лембели, и другие.

## Художественные особенности

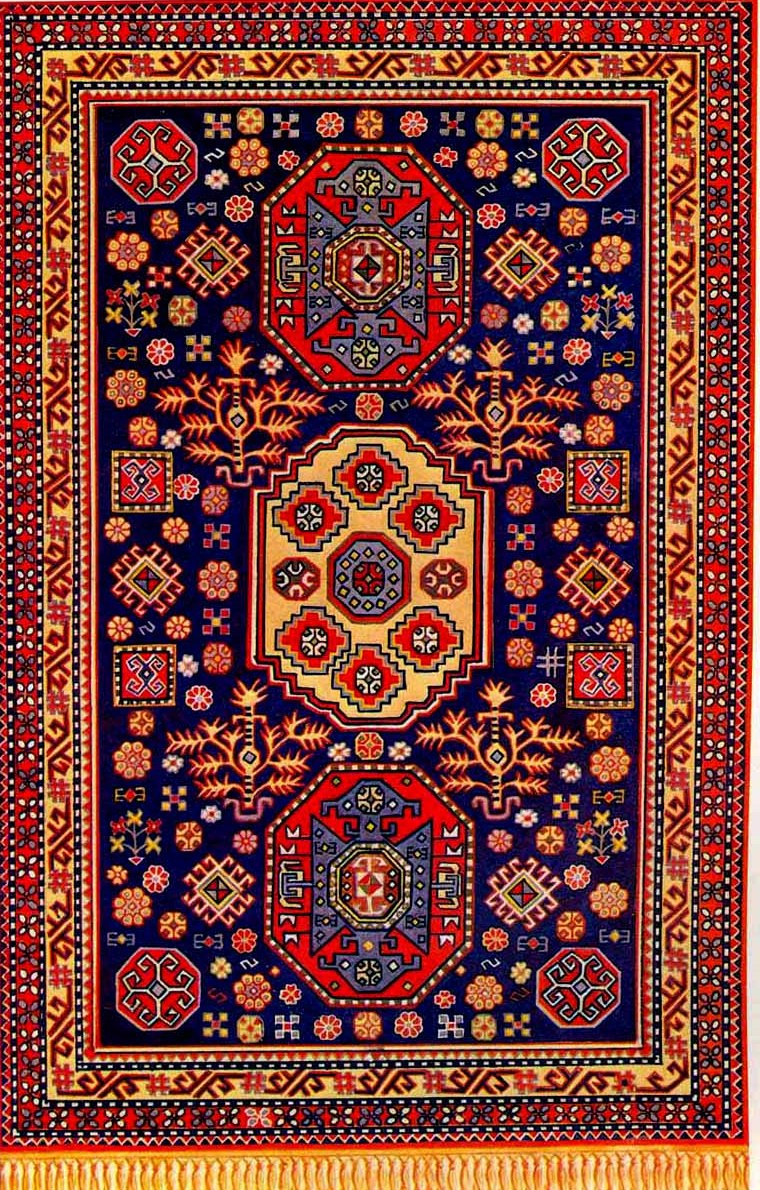
Ковёр «Борчалы» (XIX век). Музей азербайджанского ковра, Баку

В зависимости от художественной структуры ковры «Борчалы» образуют несколько вариантов. В орнаментальных мотивах ковров «Борчалы» можно увидеть следы изображения тотемов или отголоски мифологических верований. Мотивы, бывшие когда-то религиозно-мистическими, передавались от поколения к поколению, по традиции дошли и до наших дней. Но с недавнего времени эти мотивы потеряли своё религиозное значение и превратились в обычные декоративные элементы.

### Первый вариант
К первому варианту ковров «Борчалы» относятся те, которые местные ткачи называют «Чобанкере». Характерными для этих ковров элементами являются расположенные вертикально на центральной оси симметрии в серединном поле два гёля, а также изображения деревьев по четырём сторонам центрального гёля. На некоторых коврах этого варианта имеются также изображения птиц, верблюда и элемент «мектеб оджагы» — школьный очаг.

### Второй вариант

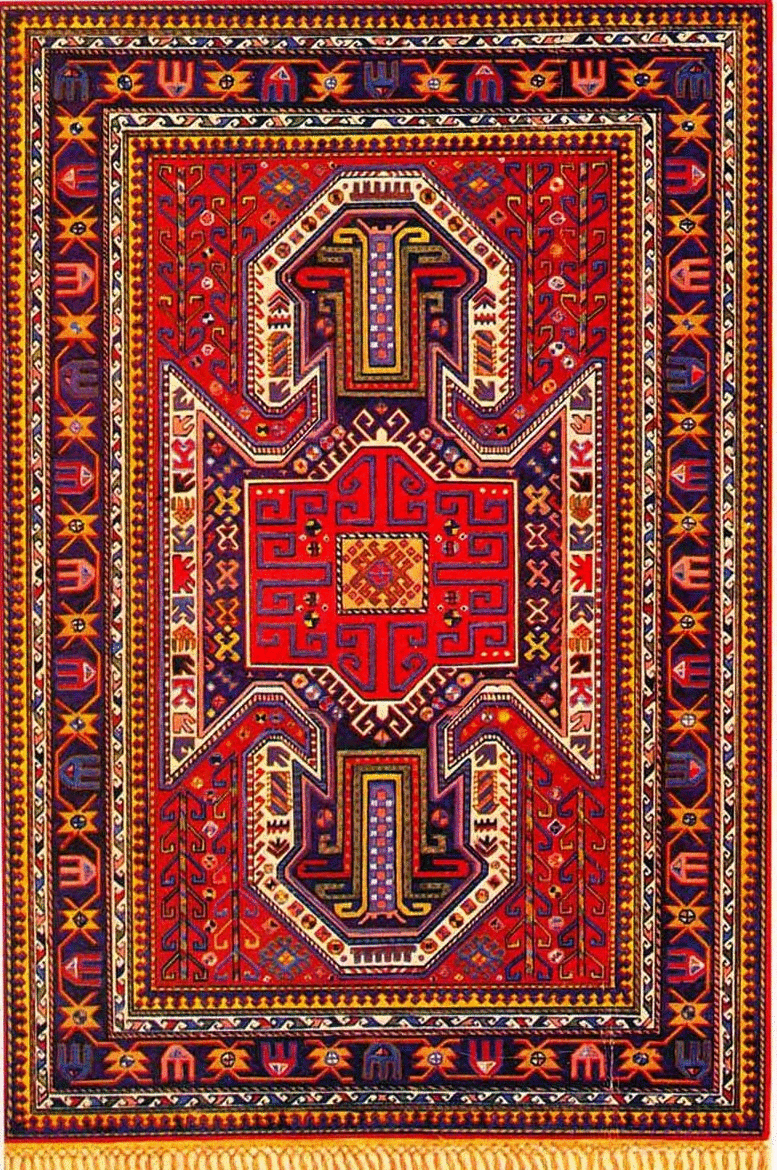
Ковёр «Борчалы» (XIX века). Музей азербайджанского ковра, Баку

Второй вариант образуют ковры, которые в Казахском районе получили название «Фарахли», а в Борчалы называются «Курбагаоглы» или «, то есть», то есть «с лягушкой». Эти ковры широко производились также в селе Гяурарх, находящемся в 12 километрах юго-восточнее Марнеули. Композиция ковров этого варианта бывает различной. У одних в серединном поле можно найти гёлеподобные элементы, расположенные в ряд один за другим. У других ковров соединение этих гёлей образует фигуру продолговатой формы. До недавнего времени производственными центрами ковров второго варианта были села Гяурарх, Курбагаоглы, находящиеся в 12 километрах юго-восточнее Марнеули, а в Казахском районе — село Фарахли.
В 30-х годах Лятиф Керимов был участником совещания старейших ковроткачей Казаха. Совещание длилось два дня. За это время Керимову удалось побеседовать с несколькими старыми ковроткачихами и выяснить происхождение некоторых узоров. Зашла речь о форме и происхождении гёлеобразного элемента, находящегося в серединном поле упомянутого ковра. Одна из ковроткачих сказала, что этот элемент изображает лягушку. «Лягушка, — сказала она, — красивое животное. В воде она — рыба, на суше — соловей». Полученные сведения, как пишет Керимов, дают основание предположить, что рисунок гёлеобразного элемента серединного поля восходит к изображению лягушки, которая некогда была тотемом определенного племени. Но со временем этот элемент утратил своё религиозно-мистическое значение и превратился в декоративно-орнаментальный мотив.

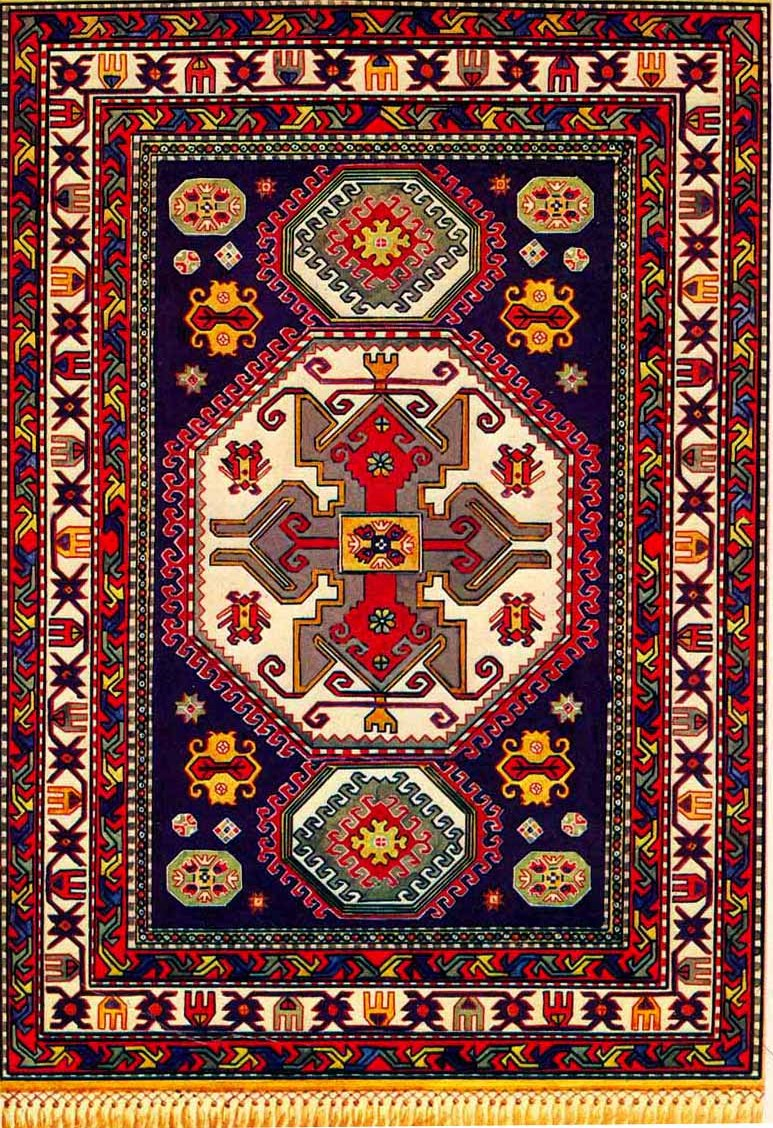
Ковёр «Борчалы» (XIX век). Музей азербайджанского ковра, Баку

### Третий вариант
Третий вариант составляют ковры, известные среди ковроткачей под названием «Зийнатнишан» или «Зейванишан». Они производятся, главным образом, в селе Кызылджа или Кызылгаджили, расположенном на северо-западе Марнеули. Ковёр этот отличает не бордюрная полоса или какой-либо отдельный элемент, а крестовидный медальон, находящийся в центре серединного поля. Существует ошибочное мнение, будто этот медальон является крестом. Медальон этот считается основным признаком данного ковра и на самом деле изображает героя в войлочной бурке и большой мохнатой папахе из бараньей шкуры.

### Четвёртый вариант
К этому варианту относятся ковры, получившие у ковроткачей название «Лембели». Расположенные в центре серединного поля ковров гёли с таким рисунком, больше по величине, чем гёли других ковров казахской группы. Фон этих гёлей обычно бывает белым. В центре гёля, по мнению старейших ковроткачей, находится «чанахлы бага» — черепаха или, как во втором варианте, очень стилизованное изображение «курбаги» — лягушки. Иногда встречаются ковры этого варианта с тремя однотипными гёлями в серединном поле.

### Пятый вариант
Ковры этого варианта, также называемые «Лембели», хотя и имеют сходство с коврами первого и четвёртого вариантов, но отличаются от них размером и цветом гёлей серединного поля. Но главное отличие заключается в том, что эти гёли чередуются через одного.

## Технические особенности
Ковры «Борчалы» бывают различного формата и размера. Сотканные в селе Лембели ковры отличаются сравнительно большими размерами.
Плотность узлов: на каждом квадратном дециметре помещается от 30х30 до 35x35 узлов (на каждом квадратном метре — от 80000 до 120000 узлов).
Высота ворса 8—12 мм.